# Robin Koch
Robin Koch, född 17 juli 1996, är en tysk fotbollsspelare som spelar för Eintracht Frankfurt. Han representerar även Tysklands landslag. Hans far, Harry Koch, har bland annat spelat för 1. FC Kaiserslautern.

## Klubbkarriär
Koch började spela fotboll i 1. FC Kaiserslautern som femåring. Därefter flyttade han med sin familj till Dörbach och började 2003 spela för SV Dörbach. 2009 gick Koch vidare till Eintracht Trier, där han sedermera blev uppflyttad i A-laget under säsongen 2014/2015. Den 22 september 2014 debuterade Koch i en match mot TuS Koblenz i Regionalliga, och han etablerade sig därefter som en startspelare för Eintracht Trier.
Efter säsongen återvände Koch till 1. FC Kaiserslautern, där det inledningsvis blev spel för reservlaget i Regionalliga. I september 2016 skrev han på sitt första professionella kontrakt, ett kontrakt med löptid fram till 2019. Kort därefter, den 2 oktober 2016, debuterade Koch för A-laget i 2. Bundesliga mot Arminia Bielefeld.
I augusti 2017 värvades Koch av SC Freiburg som betalade cirka 3,5 miljoner euro. Koch gjorde sin Bundesliga-debut den 22 oktober 2017 i en 1–1-match mot Hertha Berlin, där han blev inbytt i den 85:e minuten mot Philipp Lienhart. Koch gjorde sitt första mål för Freiburg den 13 januari 2018 i en 1–1-match mot Eintracht Frankfurt.
Den 29 augusti 2020 värvades Koch av Premier League-klubben Leeds United, där han skrev på ett fyraårskontrakt.
Den 6 juli 2023 lånades Koch ut till Eintracht Frankfurt på ett ettårslån. Den 9 januari 2024 blev han klar för en permanent övergång till klubben och skrev på ett treårskontrakt med start sommaren 2024.

## Landslagskarriär
Den 12 oktober 2018 debuterade Koch för Tysklands U21-landslag i en 2–1-vinst över Norge, där han blev inbytt i den 73:e minuten mot Eduard Löwen. Den 7 oktober 2019 blev Koch för första gången uttagen i Tysklands A-landslag till en vänskapsmatch mot Argentina samt en EM-kvalmatch mot Estland. Två dagar senare debuterade han som startspelare i matchen mot Argentina som slutade 2–2.